# مدال افتخار: جنگجو
مدال افتخار: جنگجو (به انگلیسی: Medal of Honor: Warfighter) یک بازی ویدئویی در سبک تیراندازی اول شخص است که توسط الکترونیک آرتس و در سال ۲۰۱۲ منتشر شد. مدال افتخار: جنگجو در پلت‌فرم‌های اکس‌باکس ۳۶۰، پلی‌استیشن ۳، و مایکروسافت ویندوز منتشر شده‌است. این عنوان چهاردهمین قسمت از این مجموعه و دنباله‌ای برای نسخه بازشروع ۲۰۱۰ است.

## گیم پلی
گیم پلی بازی در این سری نسبت به سری قبلی خود دچار تغیراتی زیادی شد این تغیرات بازی را جزوه برترین گیم ها در سال ۲۰۱۲ کرد .

### تک نفره
بخش تک نفره بازی داستان تایر ۱ را دنبال می‌کند. داستان بازی در کشورهای بوسنی، پاکستان، فیلیپین و سومالی اتفاق می‌افتد. بازیکن کنترل پریچر از گروه بلک برد و استامپ از گروه ماکو بر عهده دارد و بازی حول محور این دو شخص اتفاق می‌افتد.

### چند نفره
در بخش چند نفره بازی گروه‌های:سروریس هوایی ویژه استرالیا، سرویس هوایی ویژه، نیروهای ویژه کانادا، نیروهای ویژه آلمان، نیروهای ویژه دفاع نروژ، نیروهای ویژه لهستان، گروه آلفا شوروی، نیروهای ویژه دریایی کره موجود هستند و هر کدام از گروه‌ها ویژگی‌ها و قابلیت‌های خاص خود را دارند.

## دشواری
شدت دشواری بازی بسیار زیاد است .

### سفارشی سازی
بازیکن می‌تواند اسلحه وظاهر خود هر گونه که می‌خواهد سفارشی سازی کند.